# Арасуаї (мікрорегіон)
Арасуаї (порт. Microrregião de Araçuaí) — мікрорегіон у Бразилії, входить до штату Мінас-Жерайс. Складова частина мезорегіону Жекітіньонья. Населення, за даними 2006 р., становить 153 657 чоловік. Займає площу 10 261,986 км². Густота населення 15,0 чол./км².

## Статистика
- Валовий внутрішній продукт на 2003 р. складає 320 824 144,00 реалів (дані: Бразильський інститут географії і статистики.
- Валовий внутрішній продукт на душу населення на 2003 р. складає 2099,32 реалів (дані: Бразильський інститут географії і статистики).
- Індекс розвитку людського потенціалу на 2000 р. складає 0,650 (дані: Програма розвитку ООН).

## Склад мікрорегіону
До складу мікрорегіону включені наступні муніципалітети:
1. Арасуаї
2. Караї
3. Коронел-Мурта
4. Ітінга
5. Нову-Крузейру
6. Падрі-Параїзу
7. Понту-дус-Волантіс
8. Віржен-да-Лапа

| Бразилія | Це незавершена стаття з географії Бразилії. Ви можете допомогти проєкту, виправивши або дописавши її. |